# Massimo Iannetti
Massimo Iannetti (* 22. Dezember 1982 in Nereto) ist ein ehemaliger italienischer Radrennfahrer.
2004 erhielt Massimo Iannetti einen Vertrag bei Domina Vacanze; im selben Jahr startete er beim Giro d’Italia, konnte die Rundfahrt aber nicht beenden. Vor der Saison 2005 wechselte er zu dem italienischen Professional Continental Team Naturino-Sapore di Mare. 2006 fuhr Iannetti für das Schweizer Team L.P.R. Bei der Tour de Langkawi 2006 schaffte er es auf zwei Tagesabschnitten unter die Top Ten und belegte am Ende in der Gesamtwertung den 18. Platz. Zum Ende der Saison beendete er seine Radsportlaufbahn.

## Teams
- 2004 Domina Vacanze
- 2005 Naturino-Sapore di Mare
- 2006 Team L.P.R.